# Герб Балаклійського району
Герб Балаклі́йського райо́ну — це символ, офіційна емблема Балаклійського району Харківської області, в якому відображаються його історія, особливості та традиції. Затверджений 21 лютого 2003 рішенням Балаклійської районної ради.

## Опис герба
Герб району являє собою геральдичний щит у формі чотирикутника із заокругленими нижніми кутами і загостренням в основі, пересічений на три поля зі стилізованими зображеннями герба Харківської області у зеленому полі, козацьких шабель у піхвах — у червоному, золотого смолоскипа і золотого колоса — у срібному полі.
Щит обрамлений дубовими гілками та колоссям, перевитими синьою з білим та малиновою з білим стрічками.

## Символіка кольорів
Синій колір здавна вважається кольором духовності (неба). Тому, для облагороджування воїнів, його додавали до червоного, що й утворювало пурпуровий, який на відміну від чисто червоного, теж, як і блакитний та синій, уважався барвою духовності.
Срібло — символ чистоти і відданості у давніх предків аріїв відображав старшинство, це колір мудрих старців — знавців законів і традицій.

## Значення символів
На верхньому полі стилізоване зображення герба Харківщини, це поле символізує зелені ліси, які простяглися через весь район, а також надію, радість, достаток, екологію нашого краю.
На другій частині поля зображено козацькі шаблі — символи минулого, пов'язаного із заснуванням Балаклії. Шаблі вкладені у піхви — це характеризує не тільки сьогоднішнє мирне життя, але й пам'ять про воєнні традиції і звитяги земляків, як у далекі часи, так і близькому минулому. З іншого боку — це символ того, що наш край, як і раніше, готовий боронити свою незалежність і волю. Шаблі розміщені на малиновій барві — барві воїнів-козаків, що вказує на історію заснування міста.
На срібному нижньому полі символізоване зображення золотого смолоскипа з синім полум'ям шебелинського газородовища. Білий або сірий колір — це колір крейдянського кар'єра та цементно-шиферного комбінату. Нижче зображені два золотих колоси, як символ хліборобства, зерна, достатку і добробуту.

## Використання
Еталонний зразок герба знаходиться в Балаклійській районній раді.
Герб району може:
- розміщуватися на будинках та у приміщеннях районної ради, районної державної адміністрації, органів державної виконавчої влади та місцевого самоврядування;
- зображуватися на бланках ділових паперів районної ради, районної державної адміністрації, органів державної виконавчої влади та місцевого самоврядування.

Герб району може розташовуватися на архітектурних спорудах і використовуватися у святкових оформленнях, при виготовленні друкованої та рекламно-сувенірної продукції, зображуватись на бланках ділових паперів підприємств, установ, організацій.
Використання зображення герба здійснюється за умови отримання дозволу, який видається головою районної ради. Дозвіл або письмова відмова із зазначенням її причини видається протягом одного місяця з часу подання заяви. Термін дії договору 1 рік. Після закінчення терміну дії необхідно отримати дозвіл на наступний період. У Дозволі визначається комерційна або некомерційна мета використання зображення герба.